# Ludwig Wittmack

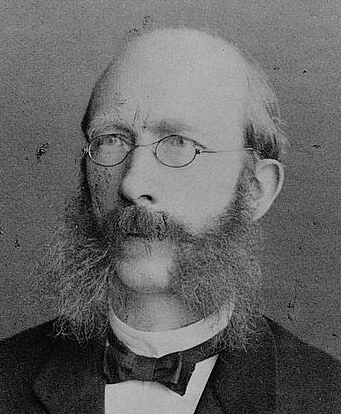
Botânico alemão Ludwig Wittmack

Ludwig Wittmack  (  Hamburgo, 26 de setembro de 1839 – Berlim 2 de fevereiro de 1929) foi um botânico alemão.